# Oryād
Oryād (persiska: اُورياد, ارياد, وريات, Owryād) är en ort i Iran.   Den ligger i provinsen Hamadan, i den nordvästra delen av landet, 280 km väster om huvudstaden Teheran. Oryād ligger 1 915 meter över havet och antalet invånare är 290.
Terrängen runt Oryād är platt åt nordost, men åt sydväst är den kuperad.Runt Oryād är det ganska tätbefolkat, med 75 invånare per kvadratkilometer. Närmaste större samhälle är Khabar Arkhī, 14,1 km nordväst om Oryād. Trakten runt Oryād består i huvudsak av gräsmarker.